# Rodolfo Pedrazzani da Robecco
Rodolfo Pedrazzani da Robecco, italijanski rimskokatoliški duhovnik in tržaški škof.

## Življenjepis
Rodolfo Pedrazzani da Robecco je bil tržaški škof med 1302 in 1320.
Njegovo ime je ostalo v zgodovini tržaške škofije v glavnem zaradi katedrale, ki jo je dal sezidati z združitvijo dveh starejših cerkva leta 1304. Novo cerkev je posvetil svetemu Justu in postavil pod leseni oltar, ki mu je bil posvečen, njegove relikvije.
Pedrazzani je bil doma iz kraja Robecco d'Oglio pri Cremoni, kar je pa tudi vse, kar o njem vemo. Lahko pa sklepamo, da je bil energičen in podjeten človek, kajti delo na katedrali gotovo ni bilo enostavno. Gotovo je njegova izvedba zahtevala desetletja, saj so bila dela na zvoniku izvršena med letoma 1337 in 1343, in po novejših raziskavah je razvidno, da se celotno pročelje katedrale naslanja prav na zvonik. Razumljivo je torej, da je bila prvotna skrb tega škofa obnovitev katedrale, ki je bila vsekakor dokončana pod poznejšimi škofi.
Pedrazzani je bil zadnji tržaški škof, ki je koval denar.